# Nikaho
Nikaho (Japans: にかほ市, Nikaho-shi) is een stad in de prefectuur Akita in het noorden van Honshu, Japan. De stad heeft een oppervlakte van 240,61 km² en begin 2008 bijna 28.500 inwoners.

## Geschiedenis
Nikaho werd op 1 oktober 2005 een stad (shi) door de samenvoeging van de gemeenten Kisakata (象潟町, Kisakata-machi), Konoura (金浦町, Konoura-machi) en Nikaho (仁賀保町, Nikaho-machi). Daarmee verdween het district Yuri.

## Bezienswaardigheden

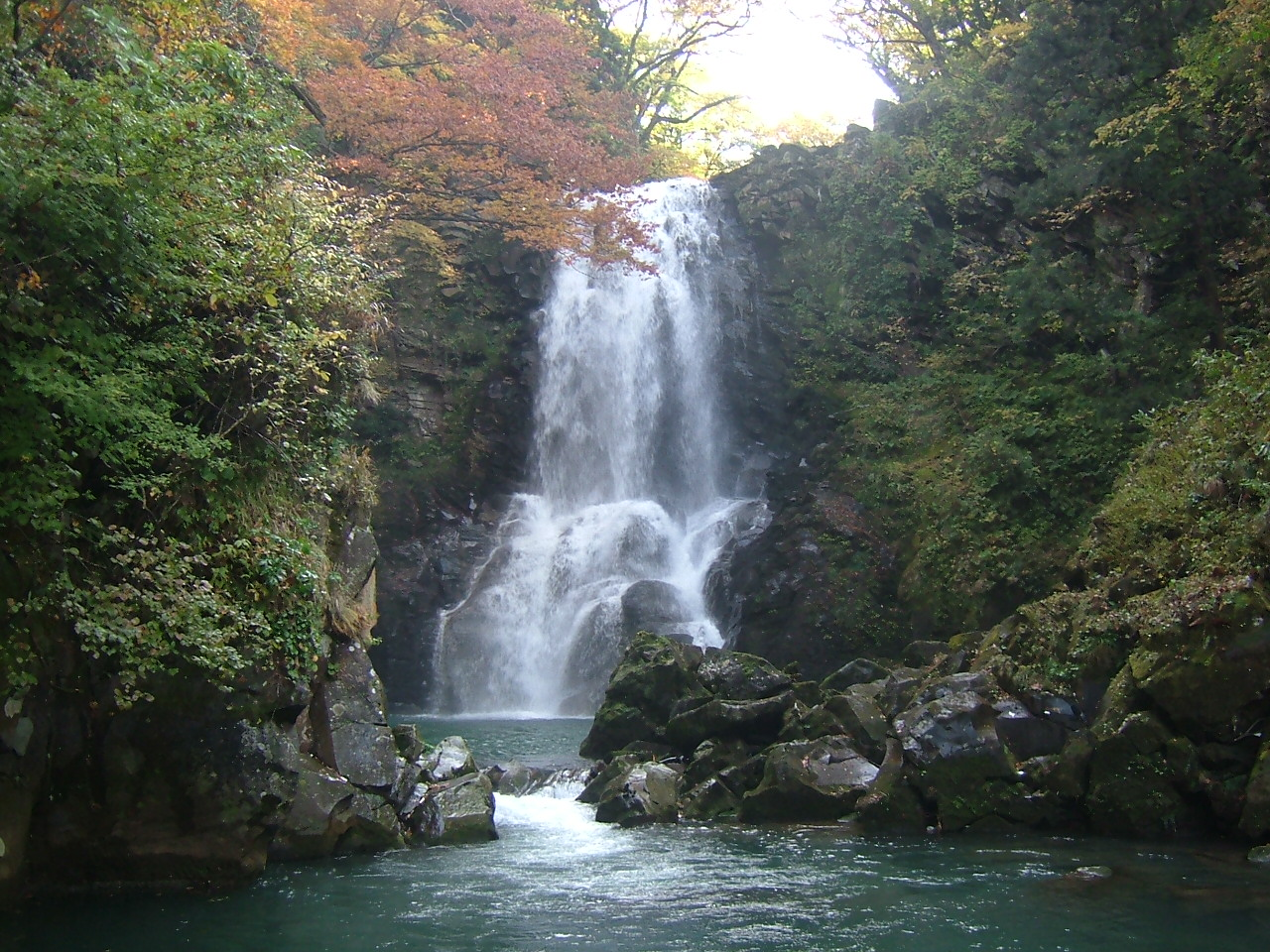
Naso no Shirataki waterval in Kisakata-machi

- Naso no Shirataki waterval

## Verkeer
Nikaho ligt aan de Uetsu-hoofdlijn van de East Japan Railway Company.
Nikaho ligt aan autoweg 7.

## Aangrenzende steden
- Yurihonjo
- Sakata

## Stedenband
Nikaho heeft een stedenband met
- Shawnee, Oklahoma, Verenigde Staten;
- Anacortes, Washington, Verenigde Staten, was een stedenband met Kisakata.